# Bataille de Sainte-Anne-d'Auray
Chouannerie de 1815
Batailles
- Les Échaubrognes
- L'Aiguillon
- Aizenay
- Sainte-Anne-d'Auray
- Cossé
- Saint-Gilles-sur-Vie
- Redon
- Les Mathes
- Muzillac
- Rocheservière
- Thouars
- Auray
- Châteauneuf-du-Faou
- Guérande
- Fort la Latte

La bataille de Sainte-Anne-d'Auray se déroule le 25 mai 1815, lors de la  chouannerie de 1815.

## Déroulement
Fin mai 1815, environ 5 000 chouans des légions d'Auray et de Bignan, sous les ordres de Louis de Sol de Grisolles, se rassemblent aux abords de Sainte-Anne-d'Auray. Environ 500 Fédérés commandés par l'avocat Josse sortent alors de Lorient pour les disperser,. 
L'officier chouan Julien Guillemot relate le combat dans ses mémoires,. Selon lui, les Impériaux se heurtent à une troupe de 800 hommes commandée par Yves Le Thieis, Joseph Cadoudal et Guillaume Gambert. L'affrontement est bref : les écoliers de Vannes font front, puis les marins de Carnac et de Locmariaquer menés par Jean Rohu lancent une contre-attaque décisive qui met les Impériaux en fuite,.

## Pertes
Quatre chouans sont blessés lors du combat selon Julien Guillemot,. Dans son « précis de la campagne de 1815 », l'officier royaliste Marc-Antoine de La Boëssière de Lennuic affirme que seulement 50 impériaux sur 450 parviennent à regagner Vannes et que tous les autres sont tués ou faits prisonniers. Un autre bilan donné par les royalistes fait état de 30 tués et de 75 blessés, mais selon l'historien Aurélien Lignereux, il est possible que ces bilans soit exagérés. Les registres matricules de la gendarmerie du Morbihan attestent pour leur part de la mort de quatre gendarmes à Sainte-Anne-d'Auray. Quelques fédérés sont également faits prisonniers, mais les chouans les relâchent rapidement.